# 26
26 (XXVI) var ett normalår som började en tisdag i den julianska kalendern.

## Händelser

### Okänt datum
- Pontius Pilatus utses till praefectus civitatis i Judeen.
- Kejsar Tiberius drar sig tillbaka till Capri och lämnar praetorianprefekten Sejanus som härskare över både Rom och imperiet.

## Avlidna
- Claudia Pulchra, syssling och nära vän till Agrippina d.ä.